# I-15 (sous-marin)
Pour les articles homonymes, voir I15.
Le I-15 est un sous-marin japonais de type B (乙型（伊十五型)）ayant servi durant la Seconde Guerre mondiale dans la Marine impériale japonaise. 

## Construction
Construit par l'Arsenal naval de Kure au Japon, le I-15 a été mis sur cale le 25 janvier 1938. Il a été lancé le 7 mars 1939 et a été achevé et mis en service le 30 septembre 1940.

## Description
Le I-15, pesant près de 2 600 tonnes en surface, était capable de plonger à 100 m, puis de se déplacer à une vitesse maximale de 8 nœuds, avec une autonomie de 96 milles nautiques à une vitesse réduite de 3 nœuds. En surface, sa portée était de 14 000 milles nautiques, développant une vitesse maximale de 23,6 nœuds. Il transportait un hydravion de reconnaissance biplace Yokosuka E14Y (connu des Alliés sous le nom de Glen), stocké dans un hangar hydrodynamique à la base de la tour de navigation (kiosque).

## Histoire de service
Son premier et unique commandant était le commandant Nobuo Ishikawa. Le I-15 a opéré au large de la côte nord d'Oahu lors du raid sur Pearl Harbor. Sa deuxième patrouille en temps de guerre, en mai et juin 1942, l'emmena aux Aléoutiennes, où il effectua la reconnaissance de plusieurs îles. La troisième et dernière patrouille du I-15 a eu lieu d'août à novembre 1942, lorsqu'il a opéré dans les îles Salomon dans le Pacifique Sud, soutenant les efforts japonais pour tenir Guadalcanal. 
La disparition du I-15 suggère plusieurs hypothèses. D'après Morison, le I-15 a frappé le cuirassé USS North Carolina avec une torpille le 15 septembre 1942. Des autorités plus récentes (Hackett & Kingsepp) maintiennent que la torpille provenait d'un autre sous-marin opérant dans la zone, le I-19, qui était également responsable du naufrage du USS Wasp, que le I-15 a dûment observé et signalé. Le 10 novembre 1942, un ancien destroyer américain (modifié en dragueur de mines rapide), le USS Southard, a coulé le I-15 à Cape Recherche, San Cristóbal, avec tout son équipage. Le commandant Ishikawa a été promu au rang de capitaine à titre posthume. Le 14 décembre 1942, plus d'un mois après le naufrage du I-15, le USS Wahoo coula un sous-marin inconnu qu'il identifia à tort comme étant le I-15.